# Perilissus concavus
Perilissus concavus là một loài tò vò trong họ Ichneumonidae.